# 弘前大学医学部附属病院
弘前大学医学部附属病院（ひろさきだいがくいがくぶふぞくびょういん）は、青森県弘前市にある病院である。特定機能病院。
2015年（平成27年）8月26日に原子力災害時の被曝医療の中心になる「高度被ばく医療支援センター」に指定された。

## 概要
- 病院長 大山 力
- 病床数 一般病床571床、精神病床41床、感染症病床6床、合計618床
- 建物
  - 外来診療棟 地上5階、地下2階
  - 中央診療棟 地上5階、地下2階
  - 第一病棟 地上9階（屋上を含む）、地下1階
  - 第二病棟 地上9階（屋上を含む）、地下1階
  - 高度救命救急センター 地上3階（屋上を含む）、地下1階

## 診療科
- 内科
  - 消化器内科
  - 血液内科
  - 膠原病内科
  - 循環器内科
  - 呼吸器内科
  - 腎臓内科
  - 内分泌内科
  - 糖尿病代謝内科
  - 感染症科
  - 神経内科
  - 腫瘍内科
- 外科
  - 呼吸器外科
  - 心臓血管外科
  - 消化器外科
  - 乳腺外科
  - 甲状腺外科
  - 小児外科
- 小児科
- 皮膚科
- 神経科精神科
- 整形外科 ₋ 女性アスリート外来[2]（2021年、県内の総合病院で初めて設置[3]）
- 泌尿器科
- 眼科
- 耳鼻咽喉科
- 放射線科
- 産科婦人科
- 麻酔科
- 脳神経外科
- 形成外科
- 歯科口腔外科

## 小児科
弘前大学医学部付属病院・小児科では、NEMO異常による先天性免疫不全症の患児に対する造血幹細胞移植に世界で初めて成功した。この免疫不全症は現在、日本国内で確認されている患者数が10名たらずという非常に稀な疾患で免疫不全の程度は様々だが、その多くが生まれた直後から感染症を繰り返し幼児期に死亡する病気であり、他の重症免疫不全症と同様、現時点では造血幹細胞移植だけが唯一の治療法と考えられていたが、これまで成功例の報告はなかった。

## 手術実施件数（平成18年1月 - 12月）
- 区分1に分類される手術 
  - 各区分に該当する手術一覧             実施件数 
    - 1 頭蓋内腫瘤摘出術等                  226
    - 2 黄斑下手術等　                      250
    - 3 鼓室形成手術等　                    62
    - 4 肺悪性腫瘍手術等　　                76
    - 5 経皮的カテーテル心筋焼灼術          148
- 区分2に分類される手術 
  - 各区分に該当する手術一覧              実施件数 
    - 1靭帯断裂形成手術等                    55
    - 2水頭症手術等                          56
    - 3鼻副鼻腔悪性腫瘍手術等                5
    - 4尿道形成手術等                        118
    - 5角膜移植術                            12
    - 6肝切除術等                            104
    - 7子宮附属器悪性腫瘍手術等              39
- 区分3に分類される手術 
  - 各区分に該当する手術一覧              実施件数 
    - 1上顎骨形成術等                        13
    - 2上顎骨悪性腫瘍手術等                  33
    - 3バセドウ甲状腺全摘(亜全摘)術(両葉)   6
    - 4母指化手術等                          16
    - 5内反足手術等                          0
    - 6食道切除再建術等                      25
    - 7同種腎移植術等                        6
- その他の区分 
  - 各区分に該当する手術一覧                                                                   実施件数 
    - 1人工関節置換術に関する手術                                                                  43
    - 2乳児外科                                                                                    10
    - 3ペースメーカー移植術及びペースメーカー交換術（電池交換を含む）                              91
    - 4冠動脈、大動脈、バイパス移植術（人工心肺を使用しないものを含む）及び体外循環を要する手術  　  164
    - 5経皮的冠動脈形成術、経皮的冠動脈粥腫切除術及び経皮的冠動脈ステント留置術                    426

## 医療機関の指定・認定
（下表の出典）
| 保険医療機関                             | 労災保険指定医療機関                   | 更生医療指定医療機関                           |
| 育成医療指定医療機関                     | 精神通院医療指定医療機関               | 身体障害者福祉法指定医の配置されている医療機関 |
| 精神保健指定医の配置されている医療機関   | 生活保護法指定医療機関                 | 結核指定医療機関                               |
| 指定養育医療機関                         | 原子爆弾被害者一般疾病医療取扱医療機関 | 第二種感染症指定医療機関                       |
| 母体保護法指定医の配置されている医療機関 | 特定機能病院                           | 災害拠点病院（基幹）                           |
| 救命救急センター                         | 臨床研修指定病院                       | 外国医師（歯科医師）臨床修練病院等             |
| がん診療連携拠点病院等                   | エイズ治療拠点病院                     | 肝疾患診療連携拠点病院                         |
| 特定疾患治療研究事業委託医療機関         | DPC対象病院                            | 指定小児慢性特定疾病医療機関                   |
| 地域周産期母子医療センター               | 不妊専門相談センター                   |                                                |

- がんゲノム医療中核拠点病院[6]
- 都道府県アレルギー疾患医療拠点病院[6]
- このほか、各種法令による指定・認定病院であるとともに、各学会の認定施設でもある。

## 厚生労働大臣の定める施設基準等の承認状況
- 地域歯科診療支援病院歯科初診料
- 歯科外来診療環境体制加算
- 特定機能病院入院基本料　 7：1 （一般病棟）
- 特定機能病院入院基本料　15：1 （精神病棟）
- 看護補助加算3 （精神病棟）
- 超急性期脳卒中加算
- 妊産婦緊急搬送入院加算
- 療養環境加算
- 重症者等療養環境特別加算
- がん診療連携拠点病院加算
- 栄養管理実施加算
- 医療安全対策加算
- 褥瘡患者管理加算
- 褥瘡ハイリスク患者ケア加算
- ハイリスク妊娠管理加算
- ハイリスク分娩管理加算
- 特定集中治療室管理料
- 短期滞在手術基本料1、2
- 高度難聴指導管理料
- 薬剤管理指導料
- 医療機器安全管理料1、2
- 歯科治療総合医療管理料1、2
- 血液細胞核酸増幅同定検査
- 検体検査管理加算(I)
- 検体検査管理加算(II)
- 心臓カテーテル法による諸検査の血管内視鏡検査加算
- 長期継続頭蓋内脳波検査
- 神経学的検査
- 補聴器適合検査
- 画像診断管理加算1
- 画像診断管理加算2
- 遠隔画像診断
- ポジトロン断層撮影又はポジトロン断層・コンピュータ断層複合撮影
- CT撮影及びMRI撮影
- 冠動脈CT撮影加算
- 心臓MRI撮影加算
- 外来化学療法加算1
- 無菌製剤処理加算
- 脳血管疾患等リハビリテーション料(II)
- 脳血管疾患等リハビリテーション医学管理料(II)
- 運動器リハビリテーション料(I)
- 集団コミュニケーション療法料
- 脳刺激装置植込術（頭蓋内電極植込術を含む。）又は脳刺激装置交換術
- 脊髄刺激装置植込術又は脊髄刺激装置交換術
- 人工内耳埋込術
- 上顎骨形成術、下顎骨形成術
- 経皮的冠動脈形成術（高速回転式経皮経管アテレクトミーカテーテルによるもの）
- 経皮的中隔心筋焼灼術
- ペースメーカー移植術、ペースメーカー交換術
- 両心室ペースメーカー移植術、両心室ペースメーカー交換術
- 埋込型除細動器移植術及び埋込型除細動器交換術
- 両室ペーシング機能付き埋込型除細動器移植術及び両室ペーシング機能付き埋込型除細動器交換術
- 大動脈バルーンパンピング法（IABP法）
- 補助人工心臓
- 生体部分肝移植術
- 腹腔鏡下小切開副腎摘出術
- 同種死体腎移植術
- 生体腎移植術
- 腹腔鏡下小切開前立腺悪性腫瘍手術
- 医科点数表第2章第10部手術の通則5及び6（歯科点数表第2章第9部の通則4を含む分）に掲げる手術
  - 頭蓋内腫瘤摘出術等
  - 黄斑下手術等
  - 鼓室形成手術等
  - 肺悪性腫瘍手術等
  - 経皮的カテーテル心筋焼灼術
  - 靱帯断裂形成手術等
  - 水頭症手術等
  - 鼻副鼻腔悪性腫瘍手術等
  - 尿道形成手術等
  - 角膜移植術
  - 肝切除術等
  - 子宮附属器悪性腫瘍手術等
  - 上顎骨形成術等
  - 上顎骨悪性腫瘍手術等
  - バセドウ甲状腺全摘（亜全摘）術（両葉）
  - 母指化手術等
  - 内反足手術等
  - 食道切除再建術等
  - 同種腎移植術等
  - 人工関節置換術
  - 乳児外科施設基準対象手術
  - ペースメーカー移植術及びペースメーカー交換術
  - 冠動脈、大動脈バイパス移植術（人工心肺を使用しないものを含む。）及び体外循環を要する手術
  - 経皮的冠動脈形成術、経皮的冠動脈粥腫切除術及び経皮的冠動脈ステント留置術
- 歯周組織再生誘導手術
- 麻酔管理料
- 放射線治療専任加算
- 外来放射線治療加算
- 高エネルギー放射線治療
- 直線加速器による定位放射線治療
- 入院時食事療養(I)

## 先進医療
当病院での先進医療は以下のとおり。
- 歯周組織再生誘導法

【適応症】 歯周疾患による根分岐部病変や垂直性軟骨欠損が認められる症例
特に2度の根分岐部病変及び3壁又は2壁性の垂直性骨欠損症例
- インプラント義歯

【適応症】 （1） 口腔外科疾患（口腔腫瘍、顎骨嚢胞、顎骨炎症、顎顔面外傷）の治療後に、顎骨及び歯牙に欠損を生じた症例で、通常の義歯では十分な咀嚼機能の回復が行えない症例
（2） 歯槽骨の吸収が著明で、通常の義歯が絶対に装着できない症例
- 栄養障害型表皮水疱症のDNA診断

【適応症】 栄養障害型先天性表皮水疱症
- 超音波骨折治療法

【適応症】 四肢の骨折（治療のために手術中に行われるものを除く。）のうち、観血的手術を実施した場合に限る症例
- 内視鏡下小切開泌尿器腫瘍手術

【適応症】 泌尿生殖器腫瘍（腎腫瘍、前立腺がん又は副腎腫瘍）
- 眼底三次元画像解析

【適応症】 加齢黄斑変性、糖尿病黄斑症、黄斑円孔、網膜剥離、黄斑前膜、緑内障

## 事案
- 2020年（令和2年）6月10日（発表日） - 2016年（平成28年）、心臓病で入院中だった生後4カ月の男児が、病棟から手術室に移動する際に気管からチューブが外れたことが原因で、呼吸不全のため死亡。病院は診療科間での情報共有が十分ではなかったなどとして改善策をとり、遺族と補償について協議する[7]。

## 交通アクセス
- JR奥羽本線・JR五能線・弘南鉄道弘南線「弘前駅」中央口より[4]
  - 弘南バス（土手町循環100円バスなど）乗車、「大学病院前」バス停下車。